# Grande révolte arabe (1936-1939)
Pour les articles homonymes, voir Révolte arabe.
La grande révolte arabe de 1936-1939 en Palestine mandataire (ou révolte arabe de Palestine) est une rébellion des Arabes des territoires sous mandat britannique, qui revendiquent la fin de celui-ci, la création d'un État arabe indépendant et la fin de l'immigration juive.
Cette révolte est un point culminant dans le combat des nationalistes palestiniens à l'époque du mandat britannique et ses conséquences sont importantes dans le déroulement de la colonisation de la Palestine et la fondation de l'État d'Israël.
Son échec militaire aboutit au démantèlement des forces paramilitaires arabes et à l'arrestation ou à l'exil de ses dirigeants. Elle provoque le renforcement des forces paramilitaires sionistes, notamment avec le soutien des Britanniques. Sur le plan politique, elle pousse les dirigeants arabes envoyés en exil, parmi lesquels Mohammed Amin al-Husseini, à choisir le camp de l'Allemagne nazie à la veille de la Seconde Guerre mondiale.
Bien que vaincus militairement, les Arabes palestiniens obtiennent des concessions politiques. Le Livre blanc britannique de 1939 impose ainsi une limitation de l'immigration juive et du transfert de terres arabes à des Juifs, et promet la création d'un État unitaire dans les dix ans, dans lequel Juifs et Arabes partageront un gouvernement qui permettrait de préserver les intérêts de chaque communauté. Cette proposition est rejetée par la communauté juive palestinienne et ses forces paramilitaires, qui se lancent à leur tour dans une révolte générale (en) qui est cependant interrompue par la Seconde Guerre mondiale.

## Les origines
Dès la fin du XIXe siècle, un courant important au sein des communautés juives mondiales, le sionisme, revendique l'auto-détermination et la fondation d'un État juif en Palestine. En 1917, les Britanniques, par la Déclaration Balfour, annoncent leur soutien officiel au projet sioniste. Ils sont suivis en 1923 par la Société des Nations qui donne aux Britanniques un mandat en Palestine pour y favoriser l'immigration juive et la mise en place d'un « foyer national juif ».
La population arabe du pays ainsi que celle des pays voisins s'opposent néanmoins au projet. Des manifestations sont régulièrement organisées dans toute la Palestine dès 1919. En avril 1920, des émeutes font une dizaine de morts et près de 250 blessés à Jérusalem à la veille de la conférence de San Remo qui doit avaliser la mise en place du mandat. Après l'échec du roi Fayçal dans la prise de contrôle de la Syrie, dans laquelle la Palestine aurait constitué une province, le nationalisme palestinien prend de l'ampleur. De nouvelles émeutes éclatent en 1921. En 1929, soixante-sept Juifs, dont un tiers d’étudiants à l’académie talmudique de Hébron, sont massacrés et les maisons, ainsi que les synagogues, sont pillées, et les Arabes palestiniens revendiquent leur indépendance et réclament la fin de l'immigration juive dans le pays.
Les contacts avec l'Allemagne nazie commencèrent dès mars 1933, quand le général Wolff faisait part aux autorités nazies du soutien du mufti à leur politique “juive”.
Ni les autorités mandataires ni les commissions d'enquête envoyées par le gouvernement britannique ni les conférences et les négociations bilatérales ne parviennent à trouver une solution qui satisfasse les Juifs et les Arabes[source insuffisante].

## La révolte

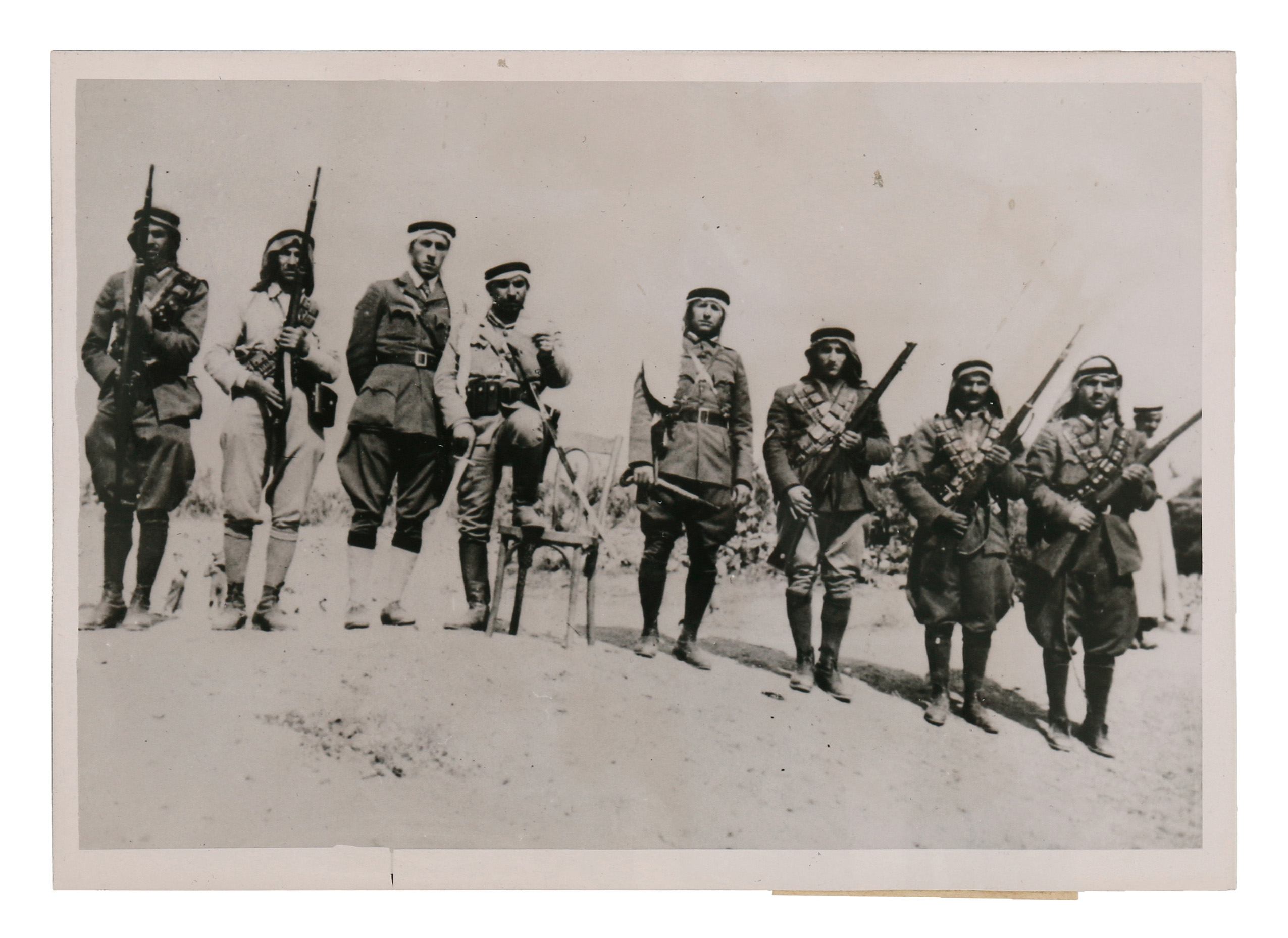
Milice arabe avec leur commandant Abd-el-Razak, en 1938.

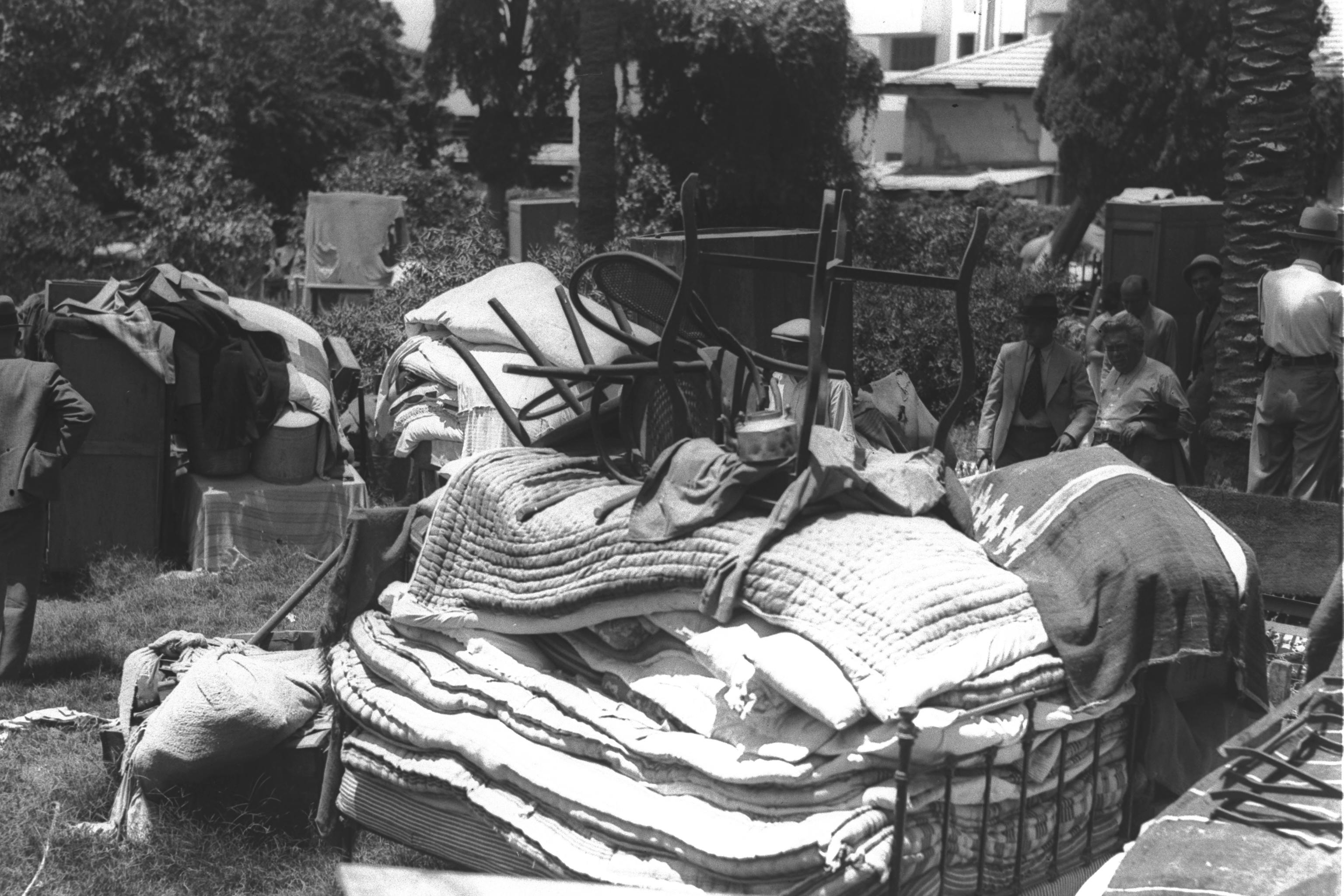
Réfugiés juifs, récupérant ce qu'il reste de leur maison détruite à Jaffa, en 1938.

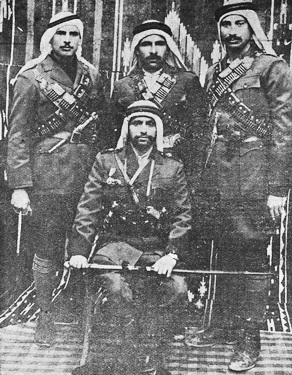
Abu Durra et ses hommes.

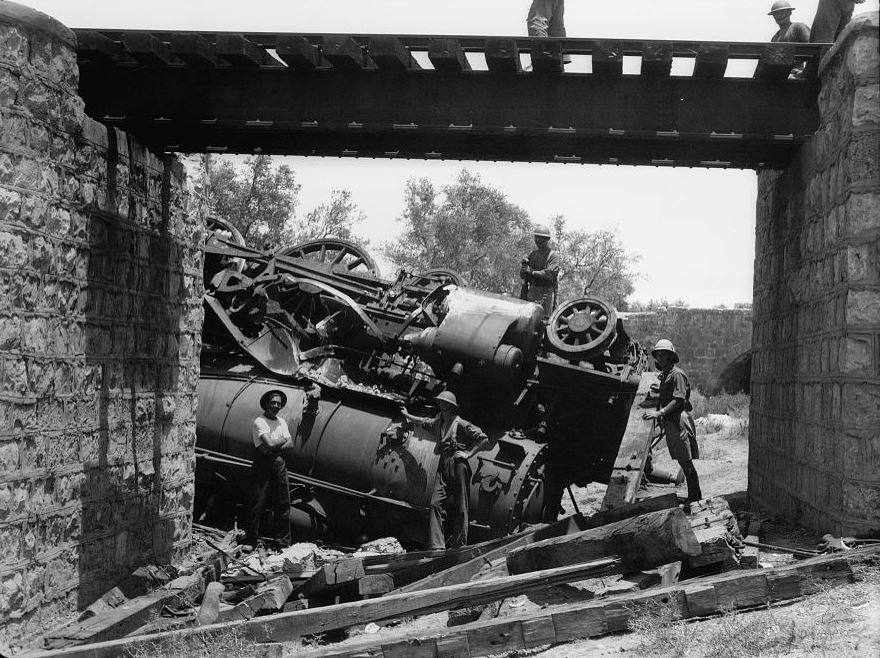
train détruit par les insurgés arabes.

Un mois après le commencement d'une grève, les Arabes annoncent qu'ils ne paieront plus les impôts. En même temps, une insurrection armée sporadique se fait jour et deviendra ensuite nettement plus organisée.
La cible préférée des rebelles est un pipeline passant de Kirkouk à Haïfa, construit quelques années plus tôt. Ils attaquent aussi des lignes de chemin de fer, des trains, et s'en prennent à des Juifs. Tel Aviv est marquée par de violents incidents entre Arabes et Juifs.
Le 15 avril 1936, le mouvement créé par Izz al-Din al-Qassam commet un attentat contre un convoi de taxis sur la route Tulkarem-Naplouse où deux Juifs sont tués, ce qui sera considéré comme l'événement déclencheur de la Grande révolte arabe. Dans la métropole de Tel Aviv-Jaffa, marquée par de violents incidents entre Arabes et Juifs, la révolte débute le 19 avril 1936 lors d'une émeute arabe à Jaffa où neuf Juifs sont tués et 12 000 sont contraints de se réfugier à Tel Aviv. Simultanément, deux ouvriers arabes sont aussi tués dans des représailles. Une grève générale et une révolte arabes ont lieu[réf. nécessaire].
Le 25 avril 1936, les chefs des partis arabes annoncent la formation du Haut Comité arabe, présidé par le mufti de Jérusalem, Mohammed Amin al-Husseini. Ce comité appelle à poursuivre la grève générale jusqu’à ce que les autorités britanniques acceptent les demandes du mouvement national panarabe, l’arrêt complet de l’immigration juive, l’interdiction de l’achat de terres par des Juifs et la formation d’un gouvernement national responsable devant un Parlement.
Grève et révolte s'apaisent en octobre 1936, quand les efforts diplomatiques britanniques, aidées par les diplomaties de l'Arabie saoudite, de la Transjordanie et du Yémen, amènent à un cessez-le-feu et à la création de la Commission Peel, dont la mission est de déterminer les causes de la révolte. et l'avenir de la Palestine. Cette commission va préconiser la création de deux États : un État arabe et un État juif. La proposition est alors acceptée par les Juifs, Chaim Weizmann et David Ben Gourion pensant obtenir des gains territoriaux. Les Arabes, refusent, et Awni Abd al-Hadi déclare : « Nous lutterons. Nous nous battrons contre le partage du pays et contre l'immigration juive. Nous n'accepterons aucun compromis ».
La conférence de Bloudan en Syrie, en septembre 1937, permet au mouvement panarabe de rejeter à la fois les propositions de partition de la Palestine mandataire et l'établissement d'un État juif sur ce territoire. En outre, ils affirment que la Palestine fait partie intégrante du monde arabe. Un certain nombre de comités ont été créés pour rechercher des moyens d'empêcher la commission Peel. L'importance de la conférence de Bloudan est la démonstration du soutien panarabe au mouvement antisioniste.
L'insurrection continue en 1938, lorsque les Britanniques perdent le contrôle des grandes villes arabes palestiniennes dont la Vieille ville de Jérusalem pendant cinq jours. Les Arabes attaquent les Juifs en Palestine, les troupes et la police britanniques et les fonctionnaires britanniques ou palestiniens travaillant pour l'administration. Pour réduire la révolte, les Britanniques lancent une opération de maintien de l'ordre avec deux divisions totalisant 25 000 hommes.
Les rivalités entre les clans des grandes familles arabes, particulièrement celles des Nashashibi et des al-Husseini, font plus d'un millier de victimes.

### Conflit avec les Britanniques

Mandat britannique en Palestine et en Transjordanie.

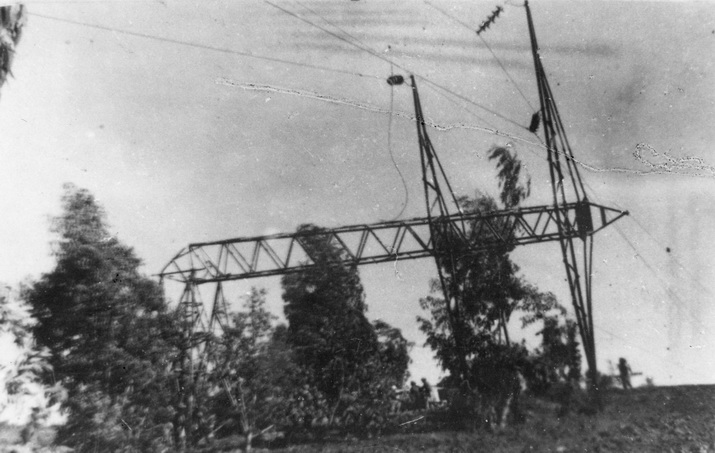
Sabotage d'un pylône électrique par des insurgés arabes en 1938.

Les Britanniques décrivent les révoltés comme des « terroristes, insurgés, bandits, maraudeurs, voleurs et gangs ». Les insurgés mènent une révolte au nom de « la nation arabe » et pour les fellah, s'articulent autour de la notion de jihad, dans le style de celui déclaré par al-Qassam contre les Britanniques. L'armée britannique met en cause le mufti pour avoir incité à « des attaques incendiaires, des attaques sur les voies ferrées et les routes, aux lancés de bombes sur la police et pour rendre les fusillades monnaie courante ». Les gangs détruisent les lignes téléphoniques et télégraphiques puis sabotent l'oléoduc Kirkuk-Haïfa. Face aux attaques contre l'oléoduc, les Britanniques mettent sur pieds des unités special night squads, qui étendent rapidement leurs activités au combat de « la terreur arabe » par des opérations armées.
Le 16 juin 1936, les Britanniques font sauter 220 à 240 bâtiments de Jaffa, privant de domiciles et souvent de tous leurs biens six mille Arabes environ. Ainsi, la vieille ville de Jaffa est partiellement détruite, et des milliers de militants arabes sont arrêtés. Des dizaines d’entre eux sont condamnés à mort. D'autres villages seront rasés comme Mi'ar en octobre 1938.
Les révoltes arabes du mandat culminent avec l'assassinat le 26 septembre 1937 de Lewis Andrews, commissaire du district de Galilée (l'actuel District nord d'Israël, ce qui pousse les Britanniques à utiliser des mesures de contre-terrorisme et à nommer Charles Tegart (en) comme « conseiller en chef sur le terrorisme et le maintien de la sécurité en Palestine ». Cette fonction est nécessaire pour la première fois depuis la guerre d'indépendance de l'Irlande. L'assassinat mène à la déportation du Haut Comité Arabe aux Seychelles et les Britanniques décident de construire 70 forteresses de béton à travers les campagnes, l'érection d'une barrière de 80 km le long de la frontière avec le mandat français, l'importation de chiens Doberman d'Afrique du Sud pour pister les terroristes/insurgés jusque dans leurs villages et la classification des villages arabes en bons ou mauvais, les mauvais bénéficiant d'une punition collective. Les insurgés arabes utilisent plutôt des méthodes de guérilla dans les zones rurales et des méthodes terroristes plutôt dans les zones urbaines : des attentats à la bombe et des assassinats. Les Britanniques exécutent plus de 140 insurgés, arrêtent plus de 9 000 suspects, expulsent les dirigeants locaux hostiles, imposent des couvre-feux. Walid Khalidi cite les chiffres de 5 032 Arabes morts, dont 3 832 tués par les Britanniques et 1 200 morts en raison de « Terrorisme ». Pour Matthew Hughes, les Britanniques établissent une politique de représailles qui appauvrit la population arabe.
Selon Benjamin Grob-Fitzgibbon, le terrorisme de la révolte parvient à forcer l'Empire britannique à se retirer de la Palestine. Un développement est observé par d'autres insurgés de l'Empire britannique, en particulier en Malaisie, où l'état d'urgence est déclaré dès juin 1948.

### Conflits entre Arabes
Durant la grande révolte arabe, les différentes milices qui étaient déjà en conflit et en compétition, se confrontent violemment. Haj Amin al-Husseini attaque ses opposants politiques et après plusieurs assassinats, la plupart des modérés s'exilent, dont le clan Nashashibi. La plupart des familles distinguées de Haïfa sont prises pour cible, comme punition pour la vente de leurs terres aux organisations et individus sionistes. La révolte est également un conflit intracommunautaire, de querelles, de vols et d'intimidations.
Les paysans arabes demandent alors la protection de l'armée britannique contre les rebelles mais se plaignent en même temps du comportement des soldats à leurs égards.
Lorsque Hajj Amin s'enfuit au Liban en octobre 1937, des affrontements sanglants entre clans arabes perdurent pendant deux semaines. Les informateurs arabes sont vilipendés dans la presse arabe et sont également pris pour cible. En octobre 1937, les rebelles tuent Abd al-Fatah Bal'awi qui travaillait avec les Britanniques à Acre, le Mukthar du village de Ja'uni et le Sheikh Mahmoud Joda al-Ansari de Jérusalem, suivant des accusations et des rumeurs. En décembre, deux policiers arabes sont tués et un Arabe est retrouvé à Wadi Ara avec la langue coupée et une note attachée sur son corps : « Voici les salaires de la trahison ». À la fin de l'année les meurtres d'intimidation se multiplient dont celui d'un policier chrétien sans lien avec les Britanniques. Cet épisode marque un changement dans l'activité des gangs, dorénavant l'ensemble des policiers arabes sont pris pour cible. Un cycle de vengeance prend également place, alors que des proches des victimes cherchent vengeance. Les assassinats s'amplifient.
Au début de 1938, de petites milices locales émergent pour se protéger de la « guerre des gangs ». Alors que Fakhri Nashashibi avait soutenu la révolte en 1936, il milite en 1938 pour contrer Haj Amin al-Husseini, en organisant la milice anti-terroriste fasa'il al-salam. Fahri Abd al-Hadi, qui dirige la milice,  sera rejoint par des Druzes. La milice attaque les villages alliés à Husseini et elle réussit à expulser les rebelles du nord de la Samarie.
Au cours de l'été 1938, le nombre de rebelles atteint un nombre record de plusieurs milliers, la plupart étaient des villageois sans instruction ni formation militaire. Ils se livraient souvent à des vols et à des pillages et faisaient du chantage aux habitants arabes. Les habitants de Jaffa leur étaient hostiles, mais ceux-ci refusèrent de quitter la ville. Le kidnapping de suspects pour des interrogatoires devient de plus en plus fréquent.
La seconde phase de la révolte se caractérise par une violence plus extrême contre les « traîtres » et les opposants. Les rebelles punissent parfois cruellement les villageois qui ne les soutiennent pas ou refusent de leur fournir des sommes d'argents. Ahmad Shuqayri relate les évènements dans ses mémoires et affirme que Hajj Amin n'a rien fait pour empêcher des innocents d'être tués. Cependant, la critique de Shuqayri peut aussi être du fait que son frère, Answar Shuqayri fût l'une des victimes de la campagne de terreur. D'autres arabes sont tués par certains profitant du climat d'anarchie.
Fin 1938 et début 1939, la campagne contre l'opposition s'intensifie et de nombreux Arabes sont assassinés, pour la plupart sous les accusations de « traîtrise » : des vendeurs de terres aux Juifs, des policiers arabes qui restent fidèles à leurs devoirs, des informateurs et des modérés qui ne sont pas assez nationalistes au goût des rebelles. Les rebelles rédigent également une liste d'opposants à assassiner. Un climat de terreur s'instaure.
En 1939, les fonds des rebelles diminuent, et ceux-ci réclament des fonds parfois avec violence, dans les municipalités ainsi que dans les villages (de la nourriture et des vêtements sont parfois exigés). Dans certains cas, ils extorquaient de l'argent sous la menace, directement à des familles locales.
Selon l'historien Yaakov Shimoni, le nombre de tués de cette campagne de terreur atteint les milliers de victimes. Fakhri Nashashibi donnait l'estimation de 3 000 personnes tuées, d'autres estimaient ce chiffre à 4 500. Les dénombrements britanniques et de la Haganah donnent au contraire des chiffres inférieurs. Selon l'estimation de Hillel Cohen, ce chiffre serait autour d'un millier de victimes.
Beaucoup d'Arabes se sentent humiliés ou blessés à la suite de la campagne de terreur d'Husseini et le désir de vengeance qui en découle, initie une terreur intra-clanique et généralisée qui perdurera après la fin de la révolte.

### Conflit avec les Juifs
Les Arabes de Palestine se révoltent contre les autorités britanniques, et durant les émeutes, des Juifs sont pris pour cible et seront tués. En 1936, plus de 89 Juifs sont tués. Les attaques débutent en avril, alors que 15 civils juifs sont tués à Jaffa dans quatre attaques, et qu'à la fin du mois des maisons sont brulées et des fermiers sont blessés dans différentes attaques en Galilée ainsi qu'à Jérusalem avec le lynchage d'un enfant juif.

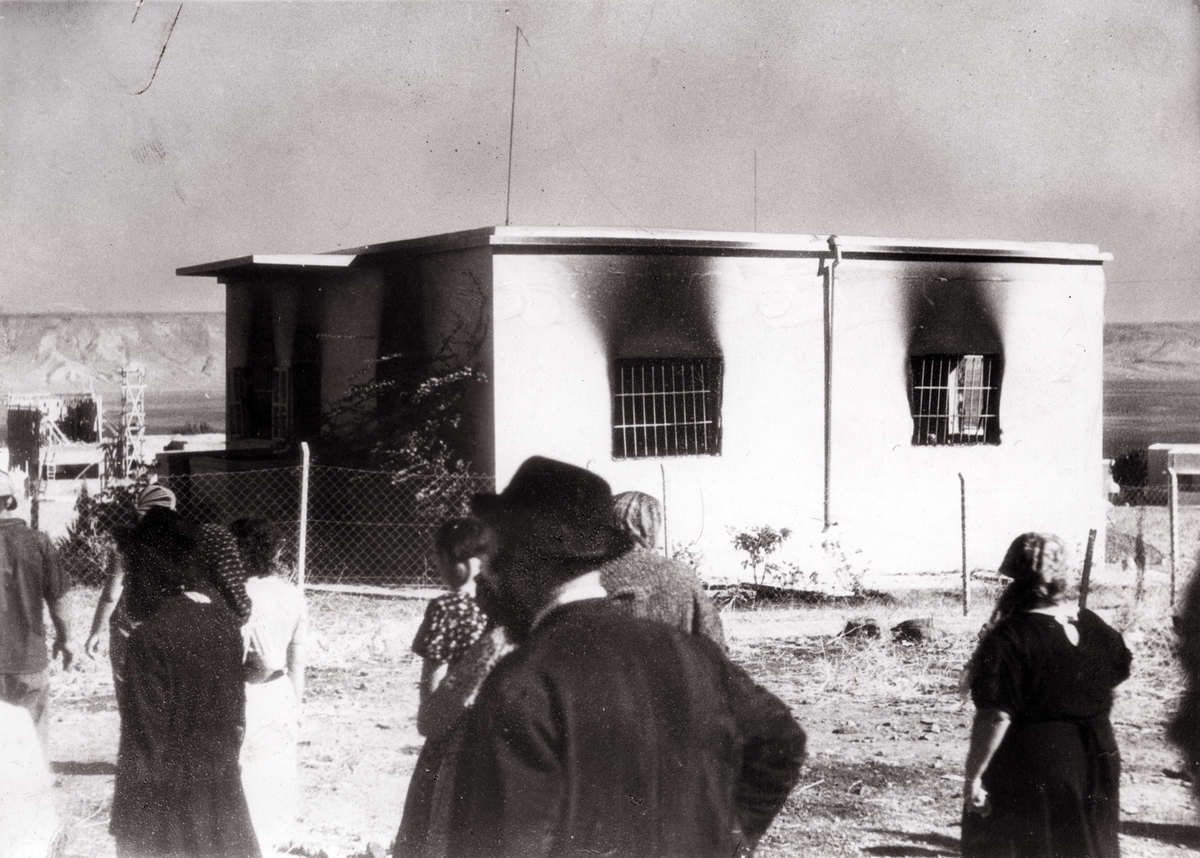
Maison dans laquelle une famille juive (mère et cinq enfants) a été tuée par un incendie volontaire en octobre 1938 à Tibériade.

La Haganah, la force de défense juive met en place une politique de non-représailles et de restreinte pour empêcher une flambée de violence. David Ben Gurion défend ainsi la Havlagah (en) face « aux Arabes qui se battent avec les armes et les grèves, la terreur et le sabotage, le chaos et la destruction des biens ». Les hommes de la Haganah-Beth rejettent cette doctrine et pressent leurs dirigeants Zeev Jabotinsky et Avraham Tehomi de mener des représailles à la suite des attaques arabes, comme celle où un terroriste arabe jette une bombe dans une cour d'école juive et blesse 7 enfants. En août, la Haganah réagit de même, à la suite d'une « attaque inacceptable », le meurtre à la grenade d'une mère et de son jeune enfant dans un train, et mène une opération de représailles à l'endroit de l'attentat.
En mi-mars 1937, lors de nouvelles attaques arabes, 6 Juifs sont tués. Trois membres dissidents de la Haganah-Beth refusent de suivre la Havlagah, et mènent une attaque de représailles contre le village de Yazur, blessant plusieurs arabes.Par la suite, le 13 août, une famille juive (dont les trois enfants) est massacrée à Safed et en octobre les terroristes arabes lancent une série d'attaques. Le 14, des autobus sont attaqués près de Jérusalem, deux bombes sont trouvées dans un panier dans un café populaire des policiers britanniques et dans la soirée un train de Haïfa à Jérusalem est pris d'assaut. L'aéroport principal du mandat est attaqué et les bureaux de douanes, de passeports et de communications sont mis à feu. Toujours en octobre, des milices arabes attaquent Tibériade et massacrent 19 Juifs avant l'intervention de l'armée britannique.
Le 5 novembre, 5 travailleurs du KKL sont assassinés. L'organisation Irgoun décide de se lancer dans des attaques de représailles contre les Arabes, et le 14 novembre ils tuent 10 Arabes ciblant des « centres de briganderies », d'où proviennent les attaques. L'opération est condamnée par l'Agence juive qui poursuit sa doctrine de retenue.
Au début de l'année 1938, dans une attaque sur la route, 5 Juifs sont achevés à la hache, et une jeune fille est violée et mutilée. Par la suite, les meurtriers s'enfuient dans leurs villages, entraînant un sentiment d'injustice chez les Juifs. Trois membres de Beitar décident donc de commettre un premier attentat de représailles qui échoue, ils sont alors arrêtés puis condamnés à mort par les autorités britanniques. Le 4 juillet, l'Irgoun commet sa première attaque indiscriminée de représailles, ouvrant une période de « terreur contre terreur ». Durant la même période les Arabes tuent trois villageois de Givat Ada (he) le 23 juin, quatre agriculteurs dans un champ d'oranges de Fin Vered le 5 juillet, cinq travailleurs du quartier pauvre de Kiryat Haroshet (cs) le 21 juillet, 6 travailleurs sur une mine à Ramat-Hakovesh (en), 2 Juifs du village de Son Shemer, 7 électriciens qui sont lynchés à mort au carrefour Massmia, 3 personnes sont tués par une mine terroriste à Harod.
À la fin de 1938, 1 000 à 1 500 insurgés arabes ont imposé un « règne de terreur » sur le nord du territoire mandataire. 33 Juifs sont tués dans divers attentats et en octobre, des Arabes parviennent à massacrer 19 Juifs de Tibériade, dont 11 enfants. Les Juifs sont attaqués à la fois sur les routes et dans les villes et villages. Les propriétés, les lieux de culte juif, les plantations de nouvelles forêts par le Fonds national juif, les champs et le bétail sont également pris pour cible. De 1938 à 1939, d'autres massacres et attentats contre des Juifs se produisent et l'Irgoun étend ses opérations de représailles. Entre mai et juillet en 1938, les miliciens arabes tuent 56 Juifs (de plus, au moins un civil chrétien est tué le 24 mai).
Les Britanniques ont ponctuellement soutenu la Haganah afin de lutter contre certaines factions arabes insurgées, hostiles autant aux Juifs qu'aux Britanniques. Au même moment, l'Irgoun décide de répondre à chaque attaque arabe. 

## Conséquences

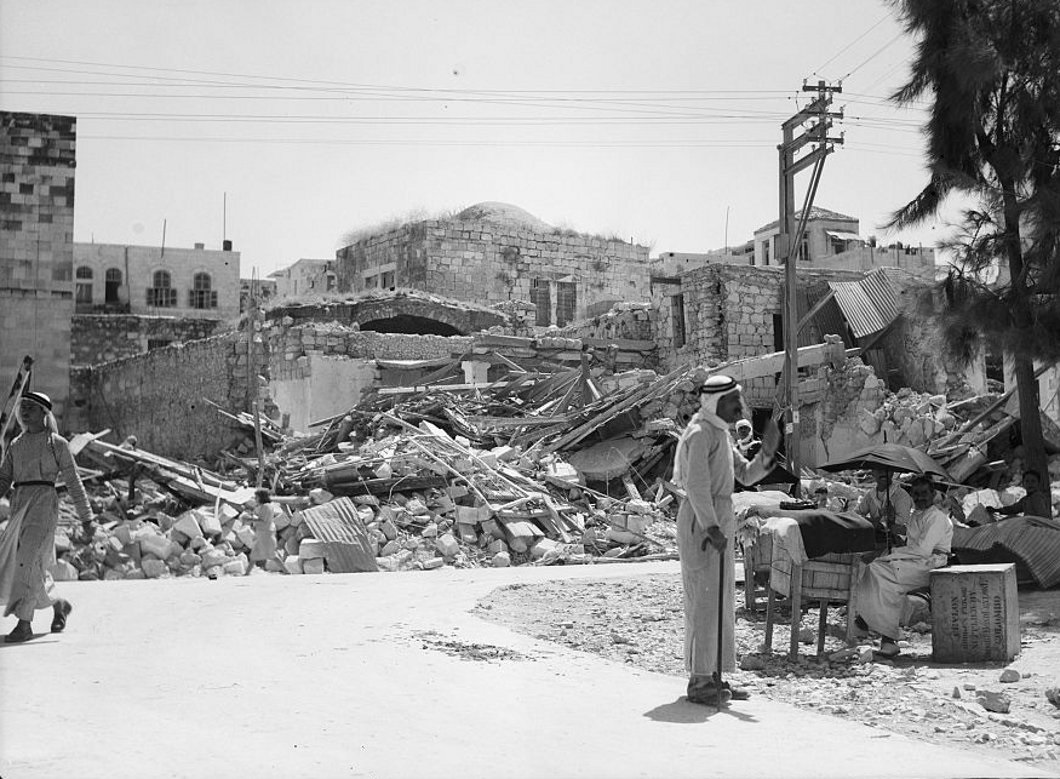
Bâtiment à Jénine dynamité par les Britanniques en 1938.

Avec la révolte, les Britanniques ont considérablement augmenté leur effectif militaire en Palestine. Pour mater la révolte, ils décrètent notamment une politique de « détention administrative » (détention sans fait ni preuve) contre les élites politiques ou les personnes soupçonnées de soutien aux insurgés. La torture est utilisée dans les centres d'investigation des Arabes. Les Britanniques utilisaient aussi le couvre-feu et la destruction des maisons. Plus de 120 Arabes ont été condamnés à mort pendant la révolte et 40 ont été pendus. Selon Henry Laurens, de 1937 à 1939, il y a 108 exécutions capitales d'Arabes, qu'il compare aux 4 exécutions capitales de Juifs plus deux suicides pendant la révolte juive de 1945 à 1947. Beaucoup de chefs politiques panarabes ont dû quitter la Palestine pour fuir la répression ; ce fut par exemple le cas du Grand Mufti de Jérusalem Mohammed Amin al-Husseini.
Le Haut Comité arabe demande à la population arabe de porter le keffieh, faisant passer le nationalisme du tarbouche (signe des élites urbaines loyales à l'empire ottoman) au nationalisme du keffieh, valorisant le rôle de la paysannerie arabe dans la création de l'identité nationale arabe.

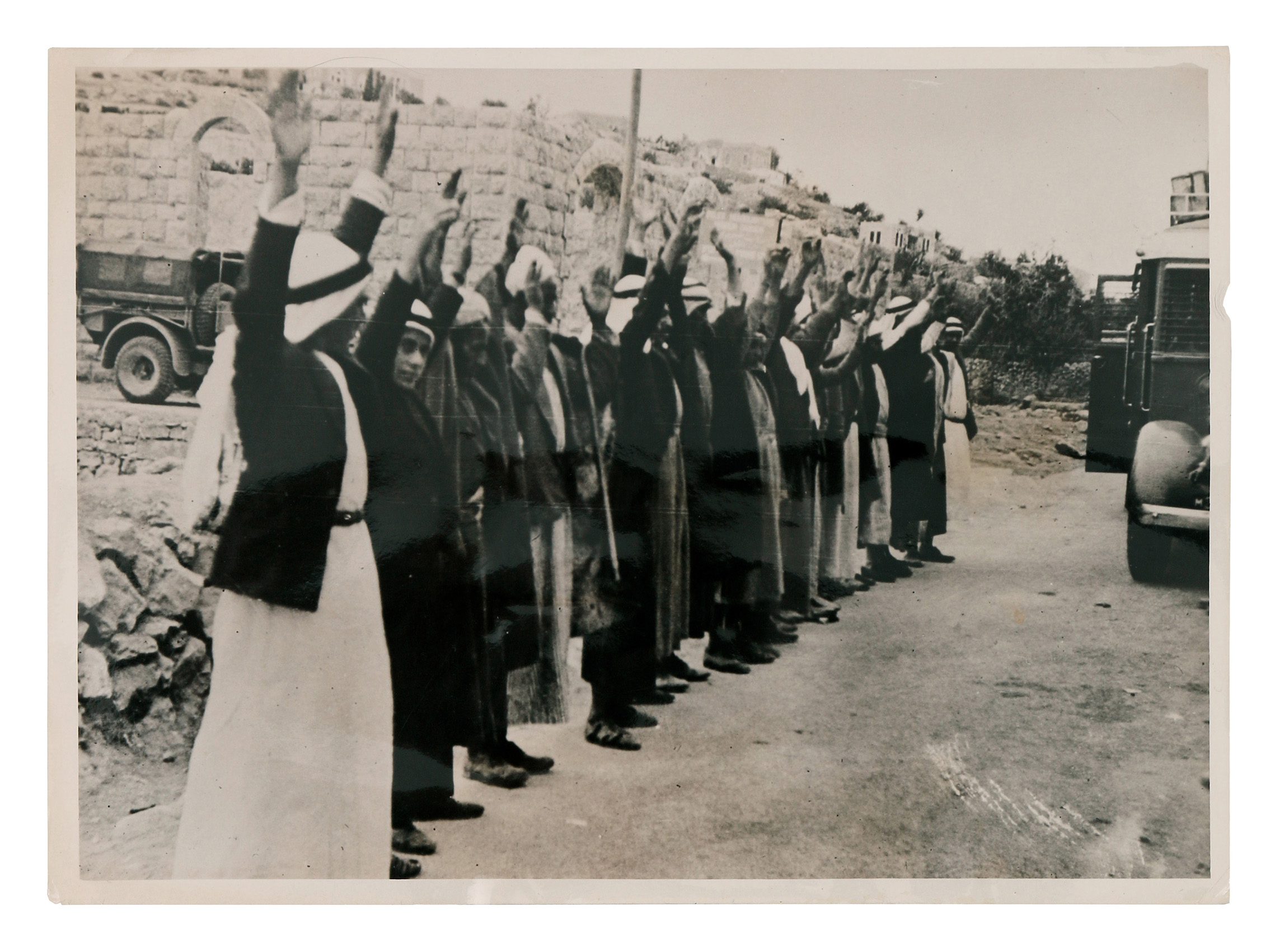
Rebelles arabes arrêtés par les forces britanniques en 1939.

Environ 20 000 soldats britanniques sont venus en renfort des 14 500 déjà sur place pour rétablir l'ordre. Au cours de la révolte arabe, entre 1936 et 1939, les Britanniques ont créé un corps de police uniquement juive, connu sous leur nom en hébreu romanisé : " Notrim " qui aide à lutter contre les insurgés arabes.  Plus de 5000 Arabes, 300 Juifs et 262 Britanniques ont trouvé la mort. La plupart des leaders nationalistes ayant participé à la révolte se réfugient dans les pays arabes voisins. Hajj Amin al-Husseini fuit au Liban, participe en 1941 au soulèvement anti-britannique irakien et finit par se réfugier en Italie et en Allemagne dans l'espoir d'obtenir auprès d'elles l'indépendance des États arabes.
Pendant la révolte, les autorités britanniques proposent une partition du pays, qui est rejetée par les Arabes, et réunissent les représentants arabes et juifs à Londres en vue de négociations, mais aucun compromis n'est établi.
Devant l'impossibilité de trouver une solution et par crainte d'un soulèvement arabe généralisé, les Britanniques promulguent un troisième Livre blanc revenant sur la Déclaration Balfour de 1917 en limitant drastiquement l'immigration juive et en interdisant la vente de terre aux juifs. Ils promettent également l'indépendance de la Palestine aux Arabes dans les dix ans,. L’application du Livre blanc par les Britanniques s’intensifie à l’issue de la Seconde Guerre mondiale.